# Zdravotní klaun (spolek)

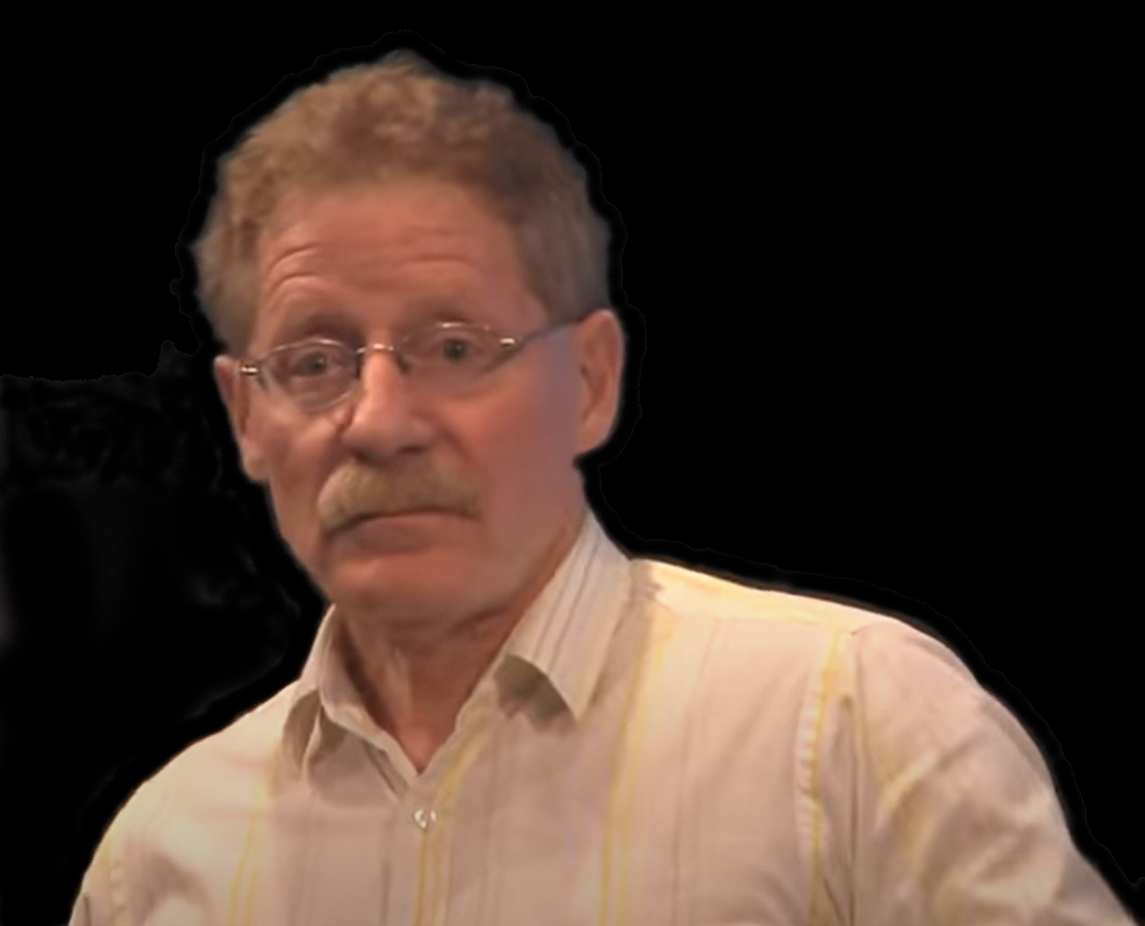
Gary Edwards přednáší o humoru ve zdravotnictví (rok 2014)

Zdravotní klaun, o. p. s., je obecně prospěšná společnost a nezisková organizace v České republice, která přináší humor a radost hospitalizovaným dětem, geriatrickým pacientům a dalším potřebným v oblasti zdravotnictví. Klade si za cíl zlepšit jejich psychický zdravotní stav, a to prostřednictvím speciálně vyškolených zdravotních klaunů a souvisejících projektů.

## Cíle
V souladu s posláním uvedeným ve stanovách naplňuje Zdravotní klaun, o. p. s., následující cíle:
- Zajišťování návštěv zdravotních klaunů převážně v nemocnicích, hospicích, léčebnách, rehabilitačních centrech, domácnostech
- Šíření myšlenky zdravotních klaunů jako psychosociálního programu, který je důležitou součástí komplexní léčebné péče
- Napomáhat psychické pohodě všech osob přítomných klauniádě a osob napomáhajících jejímu zajištění a průběhu (zdravotnický personál, rodinní příslušníci, přátelé, dobrovolníci apod.)
- Působit na sociální cítění dětí a mladých lidí, podpořit je ve snaze pomáhat druhým

## Projekty

### Zdravotní klauniády
Největším programem společnosti jsou Zdravotní klauniády, jak jsou nazvány pravidelné návštěvy klaunských dvojic ve více než šedesáti nemocnicích po celé zemi. Zdravotní klauni vždy dbají na dodržování , na aktuální stav dětí na oddělení a úzce spolupracují se zdravotnickým personálem. Jejich klaunský kostým je civilnější, nemají make-up, ale zato mají bílé lékařské pláště, aby působili jako součást zdravotnického personálu.

### Cirkus Paciento
Cirkus Paciento je týdenní program pro malé pacienty, jehož vyvrcholením je slavnostní cirkusové vystoupení dětí přímo v nemocnici nebo v areálu nemocnice. Pacienti na vystoupení předvedou svým rodičům, ostatním dětem, sestřičkám a lékařům, co se za celý týden naučili. Cílem projektu je vzbudit v pacientech trvalejší zájem o hru a tím budit zájem o život.

### Humor pro dříve narozené
Program Humor pro dříve narozené se zaměřuje na geriatrické pacienty a seniory. Zdravotní klauni oblékají výraznější kostýmy a namísto legračních doktorů a sester se proměňují v zahradnice, tanečnice, hudebníky nebo lázeňské šviháky. Na geriatrická oddělení se snaží přinést venkovní svět, humor, vzpomínky, ale hlavně chuť do života.
Dalšími aktivitami je Koš plný humoru, jenž se snaží potěšit vážně nemocné pacientům prostřednictvím milého a vtipného dárku. Program Malý záchranář učí školáky prostřednictvím hry jak si poradit v případě nutnosti první pomoci. Vzdělávací semináře pomáhají zdravotnickému personálu při práci s malými pacienty, učí je zmírnit strach a stres z léčebných zákroků a navodit příjemnější atmosféru. Program Přezůvky máme je zaměřený na dětské pacienty v poslední fázi života, kdy jsou v domácí péči. Cílem je poskytnout duševní podporu a rozptýlení nejen těžce nemocnému dítěti, ale i celé jeho rodině a odlehčit vážnou životní situaci.
S nástupem covidu–19 vznikly Virtuální klauniády realizované jako on–line 30 minutové klaunské návštěvy „přes obrazovku“ u nemocných dětí.

### NOS! (Na Operační Sál!)
Program NOS! (Na Operační Sál!) je provozován na chirurgických odděleních velkých českých nemocnic. Jeho cílem je přivést dětské pacienty v těsně předoperační době (premedikace v nemocničním pokoji, převoz na operační sál) na jiné myšlenky a rozptýlit jejich strach z nasávajícího operačního výkonu. V roce 2021 byl dokončen několik let trvající výzkum vlivu programu NOS! na emocionální stav hospitalizovaných dětí před chirurgickými operacemi. Kladné výsledky celé výzkumné studie byly publikovány v odborném časopise Frontiers v dubnu 2021 pod titulem To the Operatin Room! Positive Effects of a Healthcare Clown Intervention on Children Undergoing Surgery (česky: Do operačního sálu! Pozitivní účinky intervence zdravotních klaunů na děti podstupující operaci).
Program Dítě sestává z pravidelných individuálních návštěv klaunské dvojice u dětí často docházejících do nemocnice na pravidelné a dlouhotrvající procedury (např. dialýzy), vyšetření či zákroky.
Na principu muzikoterapie – léčivých účinků a pozitivního vnímání hudby – je založen projekt Kaluniád na oddělení následné intenzivní péče (NIP) realizovaný v nemocnici v Hořovicích. Je cílen na dětské pacienty trvale upoutané na lůžko, jejichž schopnost reagovat na vnější podněty je sice malá, proto klauni používají různé hudební nástroje a věří, že působení a vnímání hudby zlepšuje psychický a emocionální stav těchto dětských pacientů.
V rámci prohlubující se spolupráce Zdravotního klauna s FN Brno vznikl v roce 2019 program Klaunská pohotovost. Zdravotní klaun na dětské lékařské pohotovosti působí odpoledne (po uzavření ordinací dětských lékařů) a svojí činností rozptyluje strach, nervozitu a obavy dětí, které tam přivážejí jejich rodiče se zraněními nebo když je dětem špatně. Organizace Zdravotní klaun realizuje ve FN Motol v Praze na specializovaných ambulancích program pravidelných klauniád s názvem Ambulance. Cílem je změnit vztah dětí k nemocničnímu prostředí a zpříjemnit jim (i jejich rodičům) čekání na ambulantní zákrok nebo na lékařské vyšetření.

### Kutálka
Představení s pevnou strukturou pro tři zdravotní klauny se jmenuje Kutálka a je určeno pro děti s kombinovaným postižením. Hlavní je hudba a jednoduchý příběh o kufru, klíčích a třech muzikantech, kteří hledají svoji kapelu.

### Turné plné smíchu
Klientům domovů pro seniory je určeno Turné plné smíchu. Klauni hrají a zpívají lidem v pokojích, na chodbách i těm shromážděným v jídelně. Hudba lidem evokuje vzpomínky a mnohdy se senioři spontánně přidávají k účinkujícím.

### Rádio Klaun
Covidová omezení roku 2020 zrodila i projekt Rádio Klaun (aneb Karlínský parník) určený pro klienty v domovech seniorů. Jedná se o několik nahrávek sestavených tematicky (vánoční, silvestrovský, na vlnách lásky, na vlnách hudby, atd.) z příběhů, historek, písní, receptů a hádanek. V nahrávkách účinkuje vždy jen čtveřice moderátorů – zdravotních klaunů.
Zákazy návštěv u seniorů na interním oddělení v Zábřehu na Moravě v roce 2021 daly vzniknout On–line virtuálním klauniádám pro seniory, kdy aktivizační pracovník obchází s tabletem všechny pokoje klientů a přináší tak zážitek zdravotních klaunů až k lůžkům jednotlivých dospělých pacientů.

## Historie (2001–2021)
- 2001–2002: Gary Edwards a 8 zdravotních klaunů začali s návštěvami u nemocných dětí;[2]
- 2003: Tým Zdravotního klauna tvořilo 11 osob a za rok uskutečnili 300 zdravotních klauniád;
- 2004: Organizace Zdravotní klaun zahájila proškolování zdravotnického personálu (tématem byla terapie humorem). Byl uspořádán první týdenní program určený pro dlouhodobě nemocné děti (Cirkus Paciento);
- 2005: Zdravotní klaun se rozrostl na 16 osob a uspořádal 450 klauniád. Bylo zahájeno zjišťování pozitivního vlivu zdravotních klauniád na psychiku dětských pacientů;
- 2006: Organizace disponovala 28 zdravotními klauny a uspořádala za rok 500 klauniád;
- 2007: Byla vydána kniha Garyho Edwardse s názvem Recept pro Honzíka;
- 2008: Uskutečnila se první příprava programů pro dospělé (Humor pro dříve narozené; Koš plný humoru);
- 2009: Zdravotní klaun uskutečnil 2 000 klauniád při počtu 63 zdravotních klaunů;
- 2010: Organizace Zdravotní klaun zahájila výuku první pomoci (Malý záchranář) na základních školách. Při počtu 71 osob se v roce 2010 uskutečnilo 2 500 klauniád;[2]
- 2011: Byla překročena hranice 3 000 klauniád za jediný rok. Začal program Přezůvky máme!, který spočíval v návštěvách vážně nemocných dětí u nich doma v „jejich prostředí“;
- 2012: Organizace spustila program Kutálka, který byl určen pro děti s kombinovaným postižením. Zdravotní klaun vydal knihu s názvem Malé zázraky, kde byly popsány příběhy klaunů a dětí v nemocnicích. Od České lékařské společnosti obdržel Gary Edwards cenu za významný přínos ve zdravotnictví;
- 2013: Byl zahájen program NOS (Na operační sál!) spočívající v klaunském doprovázení dětí čekajících na operační zákrok. Kateřina Slámová Kubešová a Petr Jarčevský se ujali vedení organizace Zdravotní klaun.
- 2014: Organizace Zdravotní klaun získala od European Federation of Healthcare Clown Organizations (česky: Evropská federace organizací zdravotních klaunů) certifikát kvality;
- 2015: 86 zdravotních klaunů uspořádalo více než 3 600 klauniád za jediný rok;
- 2016: S programem nazvaným Turné plné smíchu navštívili zdravotní klauni 15 zařízení, která dosud běžně nenavštěvovali, čímž oslavili 15. výročí existence svojí organizace;
- 2017: Byl zahájen nový interaktivní program určený pro seniory s názvem Varieté;
- 2018: Byl vytvořen (ve spolupráci s lékaři a psychology) nový projekt Dítě. S ambasadorem Rolandem Villazónem (vyslancem instituce Red Noses Clown Doctors International Charity) uspořádala organizace Zdravotní klaun benefiční koncert;
- 2019: Byla zahájena Klaunská pohotovost ve Fakultní nemocnici Brno. Započal rozvoj spolupráce s oddělením následné intenzivní péče (NIP) v Nemocnici Hořovice zacílený na těžce nemocné děti připojené na přístroje. Zdravotní klaun zahájil semináře určené pro budoucí lékaře (mediky) a sestra na 2. a 3. Lékařské fakultě Univerzity Karlovy v Praze;
- 2020: Organizace byla nucena v době pandemie covidu-19 přejít do on–line prostředí. Výsledkem byly programy Smích on–line a Virtuální klauniády;
- 2021: Bylo dokončeno zjišťování pozitivního vlivu zdravotních klauniád na psychiku dětských pacientů (výzkum kladného přínosu klaunského doprovodu na operace); organizace disponovala 86 zdravotními klauny, uskutečnila 3 409 pravidelných klauniád pro děti, 237 klauniád pro seniory, po celé České republice navštívili zdravotní klauni 63 nemocnic, 8 zařízení pro seniory (geriatrií) a jeden hospic.[2]

## Celková bilance
Za dvacet let působení (2001–2021) organizace Zdravotní klaun v České republice bylo zrealizováno 50 087 klaunských návštěv na nichž 86 zdravotních klaunů rozdalo smích a dobrou náladu více než 1 210 800 dětským pacientům, hospitalizovaným dospělým a seniorům.

## Konference, odborné vzdělávání
Členové Zdravotního klauna několik let spolupracují s 2. a 3. Lékařskou fakultou Univerzity Karlovy (LF UK) v Praze. Kromě jednorázových přednášek o komunikaci a významu humoru ve zdravotnictví uspořádali lektoři Zdravotního klauna i několik seminářů pro mediky a budoucí zdravotní sestry ze 3. LF UK. Prezenčně i virtuálně vystupují s příspěvky na lékařských konferencích (konference sociální psychiatrie v Plzni; pediatrické dny v Hradci Králové).

## Mezinárodní aktivity
Zdravotní klaun se podílí na aktivitách zastřešující organizace Red Noses International (RNI) a v roce 2021 přispěl i ke vzniku společné publikace When Guillaume Smiles – A Serious Look at Humor in Healthcare (česky: Když se Guillaume usmíval aneb Vážně o humoru ve zdravotnictví). Čeští zdravotní klauni se účastní i mezinárodních misí cílících na děti postižené živelnými katastrofami, válečnými konflikty nebo humanitárními krizemi. V plánu je i účast zástupců českých zdravotních klaunů na mezinárodní konferenci Healthcare Clowning International Meeting (HCIM) plánované na rok 2022. Organizace Zdravotní klaun funguje i v osmnáctičlenné Evropské federaci zdravotně–klaunských organizací (EFHCO).